# Horne Glacier
Horne Glacier är en glaciär i Antarktis. Den ligger i Östantarktis. Nya Zeeland gör anspråk på området. Horne Glacier ligger 770 meter över havet.
Terrängen runt Horne Glacier är varierad. Trakten är obefolkad. Det finns inga samhällen i närheten. 